# Adam Stefan Sapieha
Adam Stefan Stanisław Bonifacy Józef Sapieha, prins van Sapieha en Siewierz, (Krasiczyn, 14 mei 1867 - Krakau, 23 juni 1951) was een Pools geestelijke en kardinaal van de Rooms-Katholieke Kerk.

## Jeugd en opleiding
Sapieha werd geboren in het kasteel van Krasiczyn, het renaissancekasteel van de aanzienlijke adellijke familie Sapieha, clan Lis. Hij was de zoon van Adam Stanisław graaf Sapieha-Kodeński en prinses Jadwiga Klementyna Sanguszko-Lubartowicz.
Hij bezocht het Wyższe Gymnasium in Lwow (Lemberg) en studeerde vervolgens aan de Jagiellonische Universiteit in Krakau en aan de Pauselijke Gregoriaanse Universiteit in Rome waar hij een doctoraat in de theologie behaalde in 1896. Drie jaar daarvoor was hij te Rome priester gewijd door Jan Puzyna de Kosielsko, die later - tijdens het conclaaf van 1903 de laatste kardinaal zou worden die gebruik maakte van het 'Ius Exclusivae'. Hij werkte vervolgens in de zielzorg in Lwow en doceerde aan het seminarie aldaar. Hij werd in 1906 door paus Pius X verheven tot pauselijk kamerheer.

## Bisschop, aartsbisschop en kardinaal
Pius X benoemde Sapieha op 27 november 1911 tot bisschop van Krakau. De paus zelf verleende hem de bisschopswijding. Sapieha werd in 1925 door paus Pius XI bevorderd tot aartsbisschop toen Krakau werd verheven tot aartsbisdom. Paus Pius XII creëerde hem kardinaal tijdens het consistorie van 18 februari 1946. Hij ontving daarbij de titel van Santa Maria Nuova e Santa Francesca Romana. Nog datzelfde jaar wijdde hij de jonge Karol Józef Wojtyła priester en gaf hem de opdracht om in Rome te gaan studeren. Wojtyła zou, toen hij later zelf tot paus gekozen was, altijd naar Sapieha blijven verwijzen als een van zijn leermeesters.

## Wijdingen
- Kardinaal Saphieha werd priester gewijd door Kardinaal Puzyna z Kosielsko.
- Hij wijdde de latere Paus Joannes Paulus tot diaken en priester in 1946, alsook in 1950 de latere kardinaal Macharski.

- Bibliothèque nationale de France: cb16239681m (data)
- Gemeinsame Normdatei: 119485656
- International Standard Name Identifier: 0000 0001 0890 642X
- Library of Congress Control Number: n92100698
- Nationale Bibliotheek van Tsjechië: jn20030606010
- Nationale Bibliotheek van Israël: 987007583556805171
- Nationale Bibliotheek van Polen: a0000001854411
- Système universitaire de documentation: 151119139
- Virtual International Authority File: 40189672
- WorldCat: E39PBJwMy8DVKgGrXkMtRkRHYP